# Росс-Кинг, Элис
Э́лис Росс-Кинг (англ. Alice Ross-King); в замужестве — Элис Эпплфорд (англ. Alice Appleford; 5 августа 1887, Балларат — 17 августа 1968, Сидней) — австралийская гражданская и военная медицинская сестра, участвовавшая в обеих мировых войнах.
Во время Первой мировой войны Элис служила в госпиталях в Египте и Франции и была одной из семи австралийских медицинских сестёр, награждённых за храбрость Воинской медалью. Во время Второй мировой войны она занимала один из руководящих постов в Австралийской армейской медицинской женской службе. В 1949 году Элис была награждена медалью Флоренс Найтингейл — высочайшей наградой Международного комитета Красного Креста.

## Происхождение и ранние годы
Элис Росс Кинг родилась 5 августа 1887 года в Балларате и была единственной дочерью из троих детей в семье Арчибальда Росс Кинга и его жены Генриетты, в девичестве Уорд. Девочка была крещена под именем Алис Росс (англ. Alys Ross), однако всю жизнь она использовала более привычный вариант первого имени — Элис. Через несколько лет после рождения Элис её семья переехала в австралийский Перт; здесь в результате несчастного случая на реке Суон погибли отец и братья Элис. Вскоре после смерти супруга и сыновей Генриетта с дочерью переехала в Мельбурн.
Хотя Элис была протестанткой, она обучалась последовательно в католической академии непорочной девы Марии в Фицрое, Виктория, и Пресвитерианском женском колледже в Мельбурне. После окончания колледжа Элис, не достигшая возраста, позволявшего поступить на курсы медицинских сестёр, некоторое время проработала помощницей старшей медицинской сестры в мельбурнском госпитале Остин. Кроме того, во время эпидемии тифа Элис помогала персоналу госпиталя Альфред; в это же время она начала обучение на курсах медицинских сестёр. Получив соответствующий сертификат, Элис до начала Первой мировой войны работала в Мельбурне; она совмещала обязанности медицинской сестры, ночного смотрителя и старшей медицинской сестры. Перед самым началом войны Элис получила квалификацию операционной сестры и работала в частной больнице на Коллинс-стрит.

## Первая мировая война
С началом Первой мировой войны Элис была зачислена в штат медицинских сестёр Австралийской армейской сестринской службы (ААСС) Австралийских имперских сил (АИС); в документах ААСС второе имя Элис было превращено в часть фамилии для отличия её от другой Элис Кинг, служившей там же. Официальным началом службы Элис считается 21 ноября, когда она отбыла из Брисбена в Первый австралийский главный госпиталь в Гелиополе, Каир. Вскоре после этого Росс-Кинг в числе небольшой группы медсестёр была направлена в Суэц для помощи в эвакуации французского монастырского приюта и очистки его здания под больницу для пострадавших из Галлиполи. Затем в 1915 году Элис была назначена медицинской сестрой при раненых, транспортировавшихся обратно в Австралию, и в том же году вернулась в Египет с подкреплением.
В апреле 1916 года Первый австралийский главный госпиталь был размещён в Руане. Сестра Росс-Кинг оставалась при госпитале во время битвы на Сомме, а затем, 7 июня 1917 года, присоединилась к Десятому стационарному госпиталю в Сент-Омере. 17 июля Элис оказалась на передовой во Втором австралийском палаточном эвакуационном госпитале, располагавшемся в Труа-Арбре близ Армантьера. В ночь на 22 июля госпиталь, находившийся вблизи железной дороги, разбомбили. Пять бомб попали на территорию самого госпиталя, остальные упали в его окрестностях. Одна из бомб разорвалась перед сестрой Росс-Кинг; позднее Элис описывала в своём дневнике ужас и кровавый хаос, царившие вокруг и требовавшие от неё большого мужества. Четыре человека были убиты, пятнадцать серьёзно ранены. Несмотря на то, что смена Элис закончилась несколькими часами ранее, она вернулась к работе и помогала раненым выбираться из-под рухнувших палаток. Она стала одной из семи австралийских медицинских сестёр, награжденных за храбрость и верность долгу Воинской медалью во время Первой мировой войны. Награда была вручена Элис спустя месяц генералом Бидвудом.
Налёты на госпиталь продолжались следующие несколько недель. Вплоть до ноября 1917 года весь госпиталь, в который поступали раненные в третьей битве при Ипре, находился в напряжении. Элис писала в своём дневнике: «„Последний пост“ [военный похоронный гимн] играет почти весь день на кладбище по соседству с госпиталем. Столько смертей». 18 ноября Элис вернулась в Руан и в Рождество была упомянута в приказе, а 31 мая следующего года была награждена союзным Королевским красным крестом. 9 января 1919 года госпиталь вернулся в Англию и в том же месяце Элис отправилась домой в Австралию. Последним днём службы Элис в АИС считается 17 сентября 1919 года.

## Личная жизнь
Во время войны Элис познакомилась с Гарри Моффиттом, офицером 53-го батальона АИС. Они обручились в 1915 году, но Гарри был убит в битве при Фромеле в июле 1916 года.
Во время возвращения домой после войны Элис познакомилась с доктором Сидни Теодором Эпплфордом. Они поженились 20 августа 1919 года в Мельбурне и поселились в Ланг-Ланге, Виктория, где проживали до 1940 года. После свадьбы Элис вернула второе имя. Элис и Сидни стали родителями четверых детей — двоих сыновей и двоих дочерей. Как позднее вспоминала одна из дочерей Элис, она была очень скрытным человеком и никогда не рассказывала о своей службе во время войны.

## Вторая мировая война и дальнейшая жизнь
В конце 1930-х годов Элис занималась обучением волонтёров заградотрядов в Джипсленде. В начале 1940 года Элис с семьёй вернулась в Мельбурн, где продолжала заниматься обучением волонтёров, а её супруг был назначен штатным врачом в армию. В 1942 году волонтёрская служба вошла в состав 
Австралийской армейской медицинской женской службы (ААМЖС), а сама Элис получила звание майора и назначение на пост старшего помощника в Виктории. Неутомимая преданность делу и трудолюбие, ответственность за две тысячи военнослужащих и её организаторские способности имели огромное влияние на деятельность по мобилизации средств во время Второй мировой войны. Элис оказывала помощь Красному Кресту и благотворительным организациям, которые занимались поддержкой вдов и сирот, а также заботилась о благополучии членов ААМЖС.
В 1949 году Элис Эпплфорд была награждена медалью Флоренс Найтингейл — высочайшей наградой Международного комитета Красного Креста — за «чувство долга, безупречную твёрдость характера, человечность, искренность и доброе сердце». Она стала одной из двух австралийских сестёр, удостоившейся этой награды.
Элис продолжала служить в ААМЖС до 1951 года. После войны Элис с семьёй оставалась жить в Мельбурне. Вскоре после смерти мужа в 1958 году она переехала жить в Кронуллу, Сидней, где и умерла 17 августа 1968 года. Элис была похоронена рядом с мужем в пресвитерианской части Фоукнерского кладбища в Мельбурне.

## Наследие и память
С 1970 года бывшая ААМЖС вручает членам Королевского австралийского армейского сестринского корпуса ежегодную премию, названную в честь Элис Эпплфорд.
В 2008 году вышла в свет книга Питера Риза «Другие АНЗАК» (англ. The Other Anzacs; переиздавалась под названием «Девушки из АНЗАК»), рассказывающая о службе Элис Росс-Кинг в Первой мировой войне. В 2014 году книга была экранизирована; роль Элис исполнила австралийская актриса Джорджия Флуд.